# اوماتیلا (فلوریدا)
اوماتیلا (به انگلیسی: Umatilla) شهری در شهرستان لیک ایالت فلوریدا است که در سال ۱۹۰۴ بنیان‌گذاری شده‌است. این شهر طبق سرشماری سال ۲۰۱۰ میلادی، ۳٬۱۷۲ نفر جمعیت داشته و مساحت آن نیز ۷٫۹ کیلومتر مربع است.